# Ajaz Azmat
Ajaz Azmat (* 18. März 1978) ist ein ehemaliger pakistanischer Squashspieler, der seit Ende seiner Spielerkarriere als Trainer aktiv ist.

## Karriere
Ajaz Azmat spielte von 1997 bis 2003 auf der PSA World Tour und gewann auf dieser zwei Titel. Seine höchste Platzierung in der Weltrangliste erreichte er mit Rang 38 im Januar 2001. Mit der pakistanischen Nationalmannschaft nahm er 2001 an der Weltmeisterschaft teil und belegte den elften Platz. Im Einzel gelang ihm 2002 die Qualifikation für das Hauptfeld einer Weltmeisterschaft. Er schied in der ersten Runde gegen Lee Beachill in drei Sätzen aus. 2000 und 2002 vertrat Azmat Pakistan auch bei Asienmeisterschaften. Im Einzel scheiterte er beide Male im Viertelfinale, während er mit der Mannschaft 2000 zunächst Zweiter und 2002 schließlich Asienmeister wurde.
Nach seiner aktiven Karriere wurde er Squashtrainer und betreute unter anderem Addeen Idrakie. 2019 folgte er Peter Genever auf den Posten des malaysischen Nationaltrainers.

## Erfolge
- Asienmeister mit der Mannschaft: 2002
- Gewonnene PSA-Titel: 2